# Округ Марион (Ајова)
Округ Марион (енгл. Marion County) је округ у америчкој савезној држави Ајова.

## Демографија
По попису из 2010. године број становника је 33.309, што је 1.257 (3,9%) становника више него 2000. године.
| Група             | 2000.          | 2010.          |
| Белци             | 31.074 (96,9%) | 31.834 (95,6%) |
| Афроамериканци    | 134 (0,4%)     | 225 (0,7%)     |
| Азијати           | 331 (1,0%)     | 379 (1,1%)     |
| Хиспаноамериканци | 257 (0,8%)     | 531 (1,6%)     |
| Укупно            | 32.052         | 33.309         |